# Белошевац
Белошевац (серб. Бјелошевац / Bjeloševac) — село в общине Биелина Республики Сербской Боснии и Герцеговины. Население составляет 266 человек по переписи 2013 года.